# 华为畅享6
华为畅享6是在Google Android™ 6.0平台基础上，由华为公司自主研发的智能手机，于2016年10月27日在北京751东区故事正式发布。

## 技术参数

### 型号
NCE-AL00、NCE-AL10、NCE-TL10

### 网络
2G：GSM/GPRS/EDGE
3G：WCDMA/HSPA/HSPA/ TD-SCDMA/CDMA/EVDO
4G：FDD-LTE/TD-LTE
WiFi，WLAN 802.11 b/g/n，蓝牙4.0

### 发布时间
2016年10月27日

### 操作系统
Android™ 6.0，EMUI 4.1 

### CPU
MT6750，八核（4xA53 1.5GHz+4xA53 1.0GHz）

### 尺寸
143.2mm（长）×70.4mm（宽）×7.9mm（厚）

### 电池容量
4100mAh（典型值）

### 存储空间
RAM：3GB
ROM：16GB

### 显示器
5.0英寸AMOLED屏幕，1280X720像素

### 摄像头
前置摄像头：500万像素，FF F2.0，83°大广角。
后置摄像头：1300万像素，PDAF相位对焦，闪光灯, F2.2。

### 音效
瑞典Dirac高保真技术

## 颜色
金色、白色、灰色、粉色、蓝色5种版本。

## 售价
1299元人民币